# Trial by Fire
Trial by Fire е концертен албум на китариста Ингви Малмстийн. Много от песните са инструментални и са повлияни от прогресив и метъл групите на 70-те.

## Състав
- Ингви Малмстийн – електрическа и акустична китара, бас педали, вокали
- Джо Лин Търнър – вокал
- Бари Дънъуей – бас
- Йенс Юхансон – клавишни
- Андреш Юхансон – барабани

|  | Тази страница частично или изцяло представлява превод на страницата Trial by Fire в Уикипедия на английски. Оригиналният текст, както и този превод, са защитени от Лиценза „Криейтив Комънс – Признание – Споделяне на споделеното“, а за съдържание, създадено преди юни 2009 година – от Лиценза за свободна документация на ГНУ. Прегледайте историята на редакциите на оригиналната страница, както и на преводната страница, за да видите списъка на съавторите. ВАЖНО: Този шаблон се отнася единствено до авторските права върху съдържанието на статията. Добавянето му не отменя изискването да се посочват конкретни източници на твърденията, които да бъдат благонадеждни. |